# Batlagundu
Batlagundu es una ciudad y nagar Panchayat situada en el distrito de Dindigul en el estado de Tamil Nadu (India). Su población es de 22928 habitantes (2011). Se encuentra a 36 km de Dindigul.

## Demografía
Según el censo de 2011 la población de Batlagundu era de 22928 habitantes, de los cuales 11428 eran hombres y 11500 eran mujeres. Batlagundu tiene una tasa media de alfabetización del 88,14%, superior a la media estatal del 80,09%: la alfabetización masculina es del 93,14%, y la alfabetización femenina del 83,88%.